# José Gregorio Varela
José Gregorio Varela Linares (fl. XIX secolo) è stato un politico venezuelano.
È stato Presidente del Venezuela dal 30 novembre 1878 al 25 febbraio 1879.